# Julio Valdeón Baruque
Julio Valdeón Baruque (21 de juliol de 1936, Olmedo, Valladolid-21 de juny de 2009, Valladolid) va ser un historiador espanyol, acadèmic de la Reial Acadèmia de la Història.
Va estudiar a la Universitat de Valladolid, llicenciant-se en Història, per a, posteriorment, assolir el grau de doctor. Entre 1967 i 1971 va ser professor agregat d'Història Medieval de la Universitat Complutense de Madrid. Va obtenir la càtedra en l'esmentada assignatura i n'exercí com a catedràtic entre 1971 i 1973 a la Universitat de Sevilla. Des de 1973 és catedràtic d'Història Medieval de la Universitat de Valladolid. Entre 1981 i 1984 va ser degà de la Facultat de Filosofia i Lletres de l'esmentada Universitat, sent actualment director del Departament d'Història Medieval.
Va ser membre fundador i president del grup editorial Àmbit, així com membre del consell editorial del diari El Mundo del segle XXI i del consell assessor de la revista Història 16. El 1994 va ser comissari de l'exposició El testament d'Adán. El juliol de 2002 va ser nomenat director de l'Institut d'Història de Simancas. El 16 de novembre de 2001 va ser elegit membre de número de la Reial Acadèmia de la Història, per ocupar la vacant deixada per Pedro Laín Entralgo el juny de 2002.
El febrer de 2002 va rebre el guardó del Premi Castella i Lleó de les Ciències Socials i les Humanitats en reconeixement de la tasca investigadora sobre el passat medieval, i el seu permanent magisteri i generosa disposició. El 2004 rep el Premi Nacional d'Història d'Espanya per l'obra Alfonso X: la forja de l'Espanya moderna. (ISBN 84-8460-277-X).

## Publicacions
- (ISBN 84-8448-287-1) La muerte y el más allá: Edad Media n.º 6 Universidad de Valladolid. Secretariado de Publicaciones e Intercambio Editorial, 2004.
- (ISBN 84-207-3368-7) La Alta Edad MediaGrupo Anaya, S.A., 2003.
- (ISBN 84-9739-002-4) La España medieval Actas, S.L., 2003.
- (ISBN 84-8460-277-X) Alfonso X: la forja de la España moderna Ediciones Temas de Hoy, S.A., 2003.
- (ISBN 84-8448-214-6) El retorno de la biografía : Edad Media nº 5 Universidad de Valladolid. Secretariado de Publicaciones e Intercambio Editorial, 2002.
- (ISBN 84-8448-132-8) Contestación social y mundo campesino: edad media Universidad de Valladolid. Secretariado de Publicaciones e Intercambio Editorial, 2002.
- (ISBN 84-8432-300-5) Historia de las Españas medievales (Et. al.) Editorial Crítica, 2002.
- (ISBN 84-8450-996-6) Abderramán III y el Califato de Córdoba Nuevas Ediciones de Bolsillo, 2002.
- (ISBN 84-03-09331-4) Pedro I, el Cruel y Enrique de Trastamara Aguilar, S.A. de Ediciones-Grupo Santillana, 2002.
- (ISBN 84-8448-168-9) España y el "Sacro Imperio": procesos de cambios, influencias y acciones recíprocas en la época de la "europeización" (siglos XI-XIII) Universidad de Valladolid. Secretariado de Publicaciones e Intercambio Editorial, 2002.
- (ISBN 84-8460-129-3) Los trastámaras Ediciones Temas de Hoy, S.A., 2001.
- (ISBN 84-8306-437-5) Abderramán III y el Califato de Córdoba Editorial Debate, 2001.
- (ISBN 84-8448-043-7) Judíos y conversos en la Castilla medieval Universidad de Valladolid. Secretariado de Publicaciones e Intercambio Editorial, 2000.
- (ISBN 84-8165-643-7) El Camino de Santiago en coche (Et. al.) Anaya-Touring Club, 1999.
- (ISBN 84-207-3814-X) La Baja Edad Media Grupo Anaya, S.A., 1998.
- (ISBN 84-8165-554-6) El Camino de Santiago (Et. al.) Anaya-Touring Club, 1998.
- (ISBN 84-8173-051-3) Enrique II Diputación Provincial de Palencia, 1996.
- (ISBN 84-7679-288-3) L'obertura de Castilla al Atlántico : de Alfonso X a los Reyes Católicos Historia 16. Historia Viva, 1995. [Parte de obra completa: T.10]
- (ISBN 84-8183-007-0) Judíos, sefarditas, conversos: la expulsión de 1492 y sus consecuencias (Et. al.) Ámbito Ediciones, S.A., 1995.
- (ISBN 84-86770-95-5) Historia de Castilla y León Ámbito Ediciones, S.A., 1993.
- (ISBN 84-7679-220-4) El feudalismo Historia 16. Historia Viva, 1992.
- (ISBN 84-7662-039-X) Edad Media (Et. al.) Ediciones Universitarias Nájera, 1990.
- (ISBN 84-87119-05-0) Lugares de celebración de Cortes de Castilla y León Castilla y León. Cortes, 1990.
- (ISBN 84-7525-482-9) La alta edad media Ediciones Generales Anaya, S.A., 1988.
- (ISBN 84-7525-444-6) La baja edad media Ediciones Generales Anaya, S.A., 1988.
- (ISBN 84-86770-14-9) En defensa de la historia Ámbito Ediciones, S.A., 1988.
- (ISBN 84-7461-666-2) Plenitud del Medievo (Et. al.) S.A. de Promoción y Ediciones, 1986. [Parte de obra completa: T.12]
- (ISBN 84-7461-667-0) Declive de la Edad Media S.A. de Promoción y Ediciones, 1986. [Parte de obra completa: T.13]
- (ISBN 84-7662-013-6) Gran Historia Universal. 13. Declive de la Edad Media (Et. al.) Ediciones Universitarias Nájera, 1986.
- (ISBN 84-7662-011-X) La Gran Historia Universal. 11. Principios de la Edad Media (Et. al.) Ediciones Universitarias Nájera, 1986.
- (ISBN 84-7662-012-8) La Gran Historia Universal. 12. Plenitud del medievo (Et. al.) Ediciones Universitarias Nájera, 1986.
- (ISBN 84-505-3366-X) Alfonso X el Sabio Castilla y León. Consejería de Educación y Cultura, 1986.
- (ISBN 84-323-0188-4) Conflictos sociales en el reino de Castilla en los siglos XIV y XV Siglo XXI de España Editores, S.A., 1986.
- (ISBN 84-86047-65-X) Historia de Castilla y León. 5: Crisis y recuperación: s. XIV-XV Ámbito Ediciones, S.A., 1986.
- (ISBN 84-86047-67-6) La época del auge. (ss. XIV-XVI) (Et. al.) Ámbito Ediciones, S.A., 1986.
- (ISBN 84-86047-44-7) Historia de Castilla y León Ámbito Ediciones, S.A., 1985.
- (ISBN 84-86047-54-4) Crisis y recuperación (siglos XIV-XV) Ámbito Ediciones, S.A., 1985. [Parte de obra completa: T.5]
- (ISBN 84-86047-00-5) Aproximación histórica a Castilla y León Ámbito Ediciones, S.A., 1985.
- (ISBN 84-85432-69-X) Historia general de la Baja Edad Media Ediciones Universitarias Nájera, 1984.
- (ISBN 84-500-9692-8) Burgos en la Edad Media (Et. al.) Castilla y León. Consejería de Educación y Cultura, 1983.
- (ISBN 84-7465-046-1) Iniciación a la historia de Castilla y León (Et. al.) Nuestra Cultura Editorial, 1982.
- (ISBN 84-300-3064-6) Iniciación a la historia de Castilla-León Colegio Oficial de Doctores y Licenciados en Filosofía y Letras y en Ciencias de Burgos, 1980.
- (ISBN 84-7105-007-2) Historia general de la Edad Media (Siglos XI al XV) Mayfe, S.A., 1971.
- (ISBN 84-00-02380-3) Los judíos de Castilla y la revolución Trastámara Consejo Superior de Investigaciones Científicas, 1968.
- (ISBN 84-7113-056-4) El Reino de Castilla en la Edad Media International Book Creation, 1968.
- (ISBN 84-335-9424-9) Feudalismo y consolidación de los publos hispánicos (siglos XI-XV) (Et. al.) Editorial Labor, S.A. [Parte de obra completa: T.4]
- (ISBN 84-239-8904-6) La Baja Edad Media peninsular, siglos XIII al XV (Et. al.) Espasa-Calpe, S.A. [Parte de obra completa: T.12]
- (ISBN 84-8183-136-0) Las raíces medievales de Castilla y León Ámbito Edicionsa, S.A., 2004.